# Crossroads
Crossroads és una pel·lícula de 2002 estatunidenca dirigida per Tamra Davis, llançada sota la distribució de Paramount Pictures. Narra una història romàntica d'un grup de joves que viatja al voltant dels Estats Units per a poder arribar a Los Angeles. La pel·lícula, basada en el guió Friends are Forever de Shonda Rhimes, és protagonitzada per la cantant Britney Spears en el paper de Lucy Wagner, Crossroads és el debut cinematogràfic de la intèrpret. El desenvolupament de la pel·lícula se centra en el conflicte de tres amigues i l'amic d'una d'elles, qui els dona un "aventu" a Califòrnia— en amor i la virtut: Lucy haurà de triar entre el seu estimat Ben o fer el correcte i tornar a casa amb el seu pare.

## Producció
Encara que algunes escenes van ser gravades en diversos sets de Paramount Studios, la majoria es van filmar en les veritables locaciones dels Estats Units. Les primeres escenes van ser filmades en Kentwood (Louisiana), lloc on Britney va passar la seva infantesa. Per a filmar aquesta escena els productors van haver de canviar diversos noms de diferents carrers ja que la ciutat és molt tranquil·la i privada.
Després de filmar aquestes escenes, producció d'A Walk to Remember va voler filmar diverses escenes en el mateix lloc, però la gent de Kentwood (Louisiana) no els va donar el permís.
El primer avanç de Crossroads va ser estrenat durant la setmana del 31 de desembre, en el 2001 durant un programa especial d'any nou a "MTV", i per al mes de gener l'avanç va ser llançat a internet. La versió original en alta definició de l'avanç de la pel·lícula va estar publicada en la pàgina oficial del film i la pàgina de Paramount Pictures.

### Guió
Al juny del 2001 Shonda Rhimes va dir que acabava d'acabar un guió anomenat Friends are Forever i que el seu personatge principal seria interpretat per la cantant Britney Spears. Quan li van preguntar de què tractaria la història del film ella va dir que era de diverses joves a la recerca dels seus somnis. Britney Spears va anunciar per la seva pàgina web que el seu film debut seria estrenat en el 2003, però ja que anava a llançar el seu àlbum Britney a la fi del 2001, va decidir avançar la producció de la pel·lícula per a poder llançar-la a principis del 2002. Shonda Rhimes va haver de fer alguns canvis en la història i la va acabar en el mes d'agost. El guió va ser guanyador del premi Cannes independent Screennplay Awards i va ser nominat per als Razzie com Pitjor Guió, cosa que va molestar a l'escriptora.

### Direcció
En el mes de juliol del 2001, producció va anunciar que Nora Ephron seria la directora del film, però per al mes d'agost Tamra Davis va ser anunciada com a nova directora, fins avui no s'ha publicat perquè va ser el canvi de director, MTV News va dir que la directora tenia problemes personals i no havia pogut filmar la pel·lícula, però després de diversos rumors, el canvi de directores ha estat nomenat un dels millors secrets de Hollywood per 101 Greatest Hollywood Secrets.

### Música
La música va ser escrita per Geoff Alexander, però així i tot, la majoria de les cançons usades són de l'àlbum Britney per la cantant Britney Spears, Madonna li va donar permís a producció a usar el seu èxit Open Your Heart sense cap cost. La cançó més coneguda pel públic va ser usada quan Britney Spears i Justin Long estan a punt de tenir relacions sexuals, la cançó és Lets Get it On per Marvin Gaye.

### Publicitat
Paramount Pictures i MTV films van llançar una campanya publicitària que consta de la publicació de més de vuit comercials; cinc d'ells estatunidencs (en anglès) i dos d'ells internacionals (en espanyol), també la companyia va llançar 1 pòster i va vendre 20 pòsters en el famós lloc d'Internet eBay. També el cast va fer diverses entrevistes en programes estatunidencs i mexicans.

### Localitzacions
D'acord amb el DVD, Crossroads va ser filmada en exactament 40 dies en Los Angeles i Malibú, Califòrnia; Santa Clarita; Studio City; Nova Orleans, Louisiana i Kenner.

## Repartiment
- Britney Spears com a Lucy: El seu desig és trobar a la seva mare que la va abandonar quan tenia tres anys. Lucy és la més llesta del grup, el seu pare desitja que ella es faci una doctora. També Lucy s'enamora de Ben durant el passeig. (versió més jove per Jamie Lynn Spears)
- Dan Aykroyd com Pete Wagner: Pare de Lucy, vol que la seva filla sigui doctora, i li té prohibit parlar de la seva mare.
- Kim Cattrall com Caroline: Mare de Lucy, la va abandonar quan tenia tres anys perquè segons ella "va ser forçada a tenir-la pel seu pare".
- Anson Mount com Ben: Coneix a les noies la nit de promo, i els ofereix una "aventura". Ben és conegut per elles com l'assassí. Ell s'enamora de Lucy, i li ofereix que visquin junts.
- Zoe Saldaña com a Kit: La noia més popular de l'escola, el seu desig de poder casar-se, viatja amb les noies per a poder veure al seu promès en Los Angeles.
- Taryn Manning com Mimi: És la més jove del grup, està embarassada. El seu desig és poder tocar el Oceà Pacífic. Coneix a Ben pel seu ex-xicot. Ella guarda en secret el nom del pare del seu bebè.
- Justin Long com Henry: Millor amic de Lucy a l'escola. En la nit de graduació ell i Lucy tracten de tenir relacions sexuals.
- Beverly Johnson com a Mare de Kit: Odia que la seva filla sigui lletja i grossa, però el que més odia és que la seva pròpia filla sigui més bella que ella.
- Bahni Turpin com a Senyora Jenson: Mestra de música de Lucy, vol que Lucy sigui cantant ja que és la millor estudiant.
- Richard Voll com Dylan: Compromès amb Kit, viu en Los Angeles, va violar a Mimi convertint-ho en el pare del bebè. També enganya a Kit amb diverses dones.

## Sinopsi
La pel·lícula comença amb la imatge de tres amigues de 10 anys: Lucy, Kit i Mimi, enmig del bosc a mitjanit, on enterren una caixa amb els seus majors desitjos: Lucy enterra una medalla amb la foto de la seva mare, qui la va abandonar al costat del seu pare quan era molt petita i anhela tornar a veure-la; Kit enterra la seva nina favorita vestida de núvia, perquè el seu somni és casar-se, per sobre totes les coses; i Mimi enterra un clauer amb un globus terraqüi, ja que la seva major il·lusió és viatjar a tots els racons de la Terra. Amb tots els seus objectes preuats, enterren també una foto de les tres juntes jurant que seran grans amigues per a tota la vida i en el moment acorden desenterrar la capseta la nit de la seva graduació de la preparatòria.
No obstant això, passen els anys i la seva amistat s'ha afeblit a causa de múltiples diferències especialment en la preparatòria. Kit és ara la noia més popular i es burla de Mimi i Lucy per no haver seguit els seus passos; Lucy s'ha centrat més en els seus estudis, arribant a ser la millor de la classe, però també la més protegida pel seu pare, per la qual cosa mai ha tingut xicot; i a Mimi, li ha tocat el pitjor camí de tots, ja que està embarassada d'un noi que la va violar estant borratxo.
Arriba la seva nit de graduació i malgrat les seves diferències, es reuneixen per a desenterrar la caixa, complint amb la seva promesa, i juntes recorden el bella que era la seva amistat innocent, i es pregunten què els va passar i per què es van distanciar.
Mimi els diu que està farta de viure al mateix lloc, i que realitzarà un viatge per a presentar-se a una audició, perquè vol ser cantant. Com les noies tenen problemes, les convida a acompanyar-les, però no accepten. Finalment, accedeixen, ja que Kit vol retrobar-se amb el seu xicot, que ara és un famós jugador de basquet i ha hagut de mudar-se de ciutat, i Lucy vol retrobar-se amb la seva mare, el domicili de la qual li queda de camí al destí de Mimi. Ben, un amic de Mimi, s'apunta a l'aventura com a xofer de les noies.
De viatge, les noies recorden els moments que van viure juntes, i reviuen la meravellosa amistat que un dia les va unir. Hauran d'enfrontar-se als seus problemes juntes i, juntes, descobriran que no sempre tot pot ser com desitgen.
Al final de la pel·lícula, les noies es reuneixen en una platja a mitjan tarda, amb la intenció de tornar a enterrar una caixa, però aquesta vegada, no per a desitjar un futur, sinó per a enterrar un passat per sempre.

## Rebuda
El film va ser exhibit per primera vegada en el Teatre Hollywood de Nova York l'11 de febrer de 2002, per a coincidir amb la mateixa data en la qual el film està basat. L'estrena general va ser solament quatre dies més tard, el 15 de febrer del mateix any. La pel·lícula va obtenir uns resultats econòmics substanciosos, si bé no espectaculars, recaptant 14.527.187 dòlars en la seva estrena inicial als Estats Units d'Amèrica. La reacció general de la crítica va ser mixta en general, amb la crítica de E! Online descrivint-la com a «esplèndida, molt emocionant»; més tard el crític Roger Ebert diria, «és un gran musical per a les petites, i Britney fa una bona feina, però els adults s'avorriran al cinema, sens dubte Britney està fantàstica». Altres revistes van ser menys entusiastes: The Nova York Post la va avaluar només com «un film avorrit i estúpid». El crític John Anderson de Los Angeles Times en la seva revisió va escriure «Britney Spears fa una gran feina, millor que diverses altres cantants com Madonna, Mandy Moore i Mariah Carey, a més és una gran pel·lícula per als petits fans de la intèrpret.» En la revisió de Mick LaSalle per al San Francisco Chronicle el 2007, el crític va dir que «és fascinant en la seva pròpia manera, però era millor que diversos films per a adolescents en l'última dècada.». Diversos crítics van atacar Britney Spears per la seva actuació, com el programa USA Today que va assegurar que «la pel·lícula hauria estat brillant, si solament Spears no hi estigués, fans i crítics estaran decebuts». En la pàgina Rotten Tomatoes la pel·lícula té un 15% de crítiques positives.

## Premis i nominacions

### Premis Razzie
Als Razzie del 2002 (lliurats un dia abans dels Premis Oscar), Crossroads va guanyar dos premis: Pitjor Cançó Original: per a "I'm not a girl, not yet a woman", i Pitjor Actriu: per a Britney Spears, el premi pitjor actriu va ser compartit amb Madonna per la pel·lícula Swept Away. Crossroads també va ser nominada per a altres sis (que no va guanyar) incloent Pitjor Pel·lícula, Pitjor Direcció per a Tamra Davis, i Pitjor Guió.
| Categoria                            | Persona                         | Resultat   |
| ------------------------------------ | ------------------------------- | ---------- |
| Pitjor pel·lícula                    | Paramount Pictures              | Candidat   |
| Pitjor director                      | Tamra Davis                     | Candidat   |
| Pitjor guió                          | Shonda Rhimes                   | Condidato  |
| Pitjor actriu                        | Britney Spears                  | Guanyadora |
| Pitjor parella en pantalla           | Britney Spears i Anson Mount    | Candidat   |
| Més flatulenta - pel·lícula dirigida | Paramount Pictures              | Candidat   |
| Pitjor cançó original                | I'm not a girl, not yet a woman | Guanyador  |
| Pitjor cançó original                | Overprotected                   | Candidat   |

### Altres reconeixements
- El 2002, Crossroads fou nominada als MTV Movie Awards per:
  - Millor Actriu Revelació: Britney Spears
  - Millor Vestida: Britney Spears
- En el 2002, Crossroads també fou nominada als Teen Choice Awards para:
  - Millor Actriu Drama o Comedia: Britney Spears
  - Millor Parella: Britney Spears i Anson Mount

## Banda sonora
La pel·lícula va presentar tres cançons de Britney Spears del seu àlbum Britney: "Overprotected", "I'm Not A Girl, Not Yet A Woman" i "I Love Rock 'N' Roll". Es va llançar un CD de la banda sonora original amb sis cançons preses de la pel·lícula.

## Recaptació
Crossroads va aconseguir posicionar-se en el número u en més de tretze països.
La pel·lícula va figurar amb força en la majoria dels països, més va tenir l'èxit esperat en alguns països d'Amèrica Llatina i Europa. A Mèxic crossroads és la pel·lícula estrangera per a adolescents més taquillera en la història. També va aconseguir ser la pel·lícula més taquillera al Japó gràcies a la popularitat de Britney Spears. Al Regne Unit va aconseguir ser la pel·lícula més taquillera per un debut d'una cantant, perquè va recaptar 7,7 milions de dòlars. Internacionalment va recaptar més de 23,9 milions de dòlars, impressionant per un debut. Als Estats Units el film va recaptar poc més de 37,1 milions de dòlars per un total de 62 milions de dòlars.

## Classificació
Originalment classificada R als Estats Units, els editors van haver d'editar diverses escenes perquè la pel·lícula fos classificada PG-13. La pel·lícula ha estat classificada com: PG-13 als Estats Units; B en Mèxic, a causa d'alguns comentaris i escenes sexuals i per adolescents bevent; i, en Irlanda, PG, per llenguatge adult.

### Amèrica
- Estats Units: PG-13
- Brasil: Livre
- Canadà: PG
- Mèxic B
- Hispanoamèrica B-

### Àsia
- Rússia: PG
- Xina: 17
- Corea del Sud: 15
- Japó: IIA

### Oceania
- Austràlia: M
- Nova Zelanda: 10

### Europa
- Alemanya: 6
- Àustria: 15
- Bulgària: KT
- Dinamarca: MG6
- Espanya: 7
- Finlàndia: S
- Grècia: K-13
- Itàlia: PG-13
- Regne Unit: PG
- Suècia: 7

## DVD
El DVD i VHS de Crossroads van ser llançats als Estats Units i el Canadà el 23 de juliol del 2002. Tamra Davis, va escriure en el blog de MySpace que per al 2012 li agradaria llançar una edició sense classificar, versió limitada, amb més futurs especials, això si Paramount i Britney estan d'acord.